# Faramans (Ain)
Pour les articles homonymes, voir Faramans.
Faramans est une commune française, située dans le département de l'Ain en région Auvergne-Rhône-Alpes et appartient à l'aire urbaine de Lyon. La commune se situe à 33 km du centre de Lyon, 4 km de Pérouges et 6 km de Meximieux.
Les habitants de Faramans s'appellent les Faramandards.

## Géographie
Faramans se situe dans la région naturelle de la Côtière limitrophe du plateau de la Dombes.

### Climat
Pour des articles plus généraux, voir Climat d'Auvergne-Rhône-Alpes et Climat de l'Ain.
En 2010, le climat de la commune est de type climat océanique dégradé des plaines du Centre et du Nord, selon une étude du CNRS s'appuyant sur une série de données couvrant la période 1971-2000. En 2020, Météo-France publie une typologie des climats de la France métropolitaine dans laquelle la commune est dans une zone de transition entre le climat semi-continental et le climat de montagne et est dans la région climatique Bourgogne, vallée de la Saône, caractérisée par un bon ensoleillement (1 900 h/an), un été chaud (18,5 °C), un air sec au printemps et en été et des vents faibles.
Pour la période 1971-2000, la température annuelle moyenne est de 11,3 °C, avec une amplitude thermique annuelle de 17,7 °C. Le cumul annuel moyen de précipitations est de 1 018 mm, avec 10,8 jours de précipitations en janvier et 7,5 jours en juillet. Pour la période 1991-2020, la température moyenne annuelle observée sur la station météorologique de Météo-France la plus proche, « Ambérieu », sur la commune de Château-Gaillard à 16 km à vol d'oiseau, est de 11,9 °C et le cumul annuel moyen de précipitations est de 1 117,5 mm,. Pour l'avenir, les paramètres climatiques de la commune estimés pour 2050 selon différents scénarios d'émission de gaz à effet de serre sont consultables sur un site dédié publié par Météo-France en novembre 2022.

## Urbanisme

### Typologie
Au 1er janvier 2024, Faramans est catégorisée commune rurale à habitat dispersé, selon la nouvelle grille communale de densité à 7 niveaux définie par l'Insee en 2022.
Elle est située hors unité urbaine. Par ailleurs la commune fait partie de l'aire d'attraction de Lyon, dont elle est une commune de la couronne,. Cette aire, qui regroupe 397 communes, est catégorisée dans les aires de 700 000 habitants ou plus (hors Paris),.

### Occupation des sols
L'occupation des sols de la commune, telle qu'elle ressort de la base de données européenne d’occupation biophysique des sols Corine Land Cover (CLC), est marquée par l'importance des territoires agricoles (70,5 % en 2018), en diminution par rapport à 1990 (72,2 %). La répartition détaillée en 2018 est la suivante : 
terres arables (52 %), forêts (18,9 %), zones agricoles hétérogènes (18,5 %), eaux continentales (6,5 %), zones urbanisées (4,1 %).
L'évolution de l’occupation des sols de la commune et de ses infrastructures peut être observée sur les différentes représentations cartographiques du territoire : la carte de Cassini (XVIIIe siècle), la carte d'état-major (1820-1866) et les cartes ou photos aériennes de l'IGN pour la période actuelle (1950 à aujourd'hui).

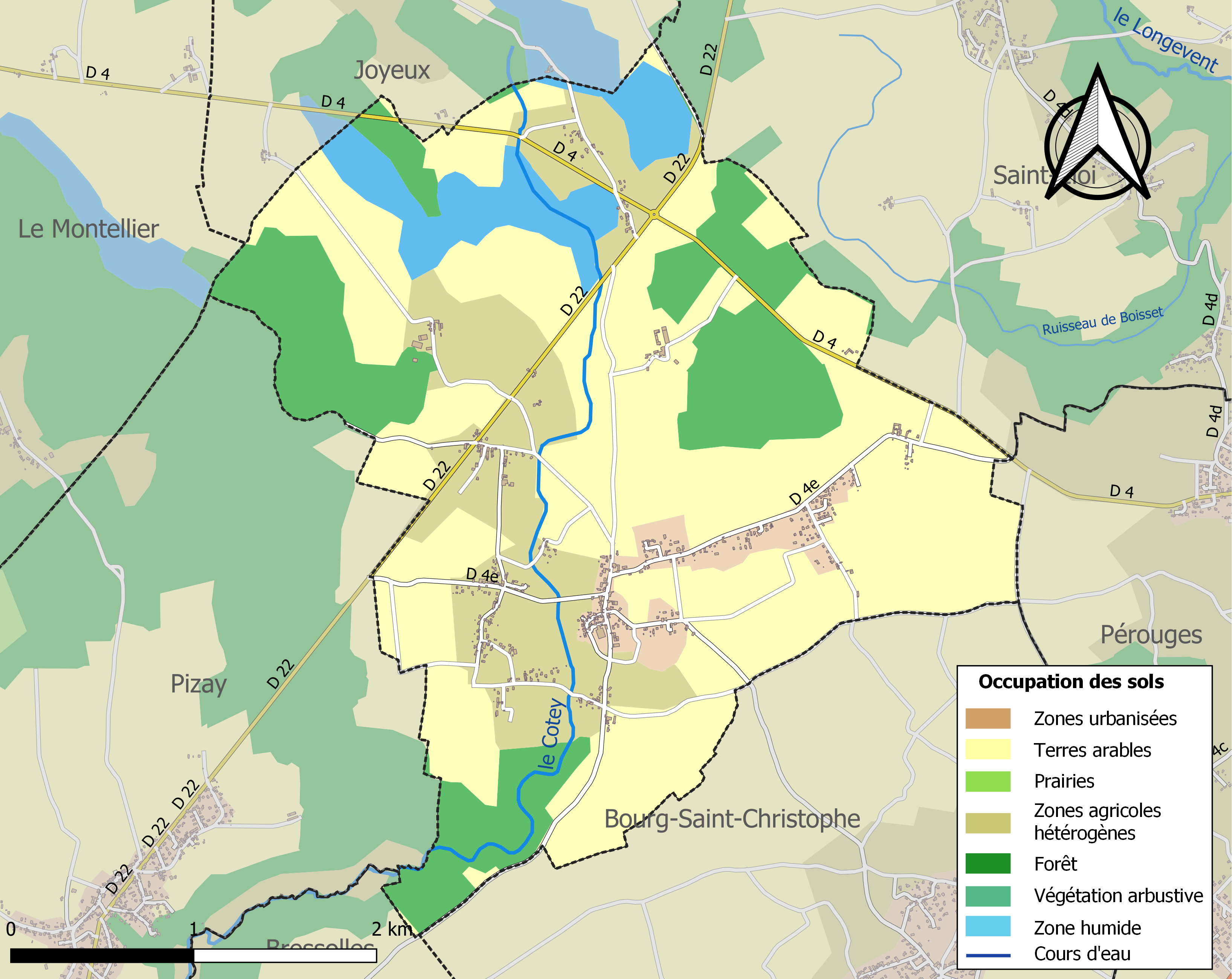
Carte des infrastructures et de l'occupation des sols de la commune en 2018 (CLC).

## Histoire
Marcel Julien dit Marlien, alors à la tête du camp Didier est abattu par les Allemands, à Faramans, le 1er septembre 1944 en marge de la bataille de Meximieux. Au lieu-dit le Vessu, une stèle commémore Marcel Julien et René Vittoz tandis qu'une seconde stèle située à proximité est placée sur le lieu de mort de Marcel Julien.

### Hameaux

#### Botte (la)
Fief possédé, en 1440, par Étienne de Bussy, dont la fille Marguerite de Bussy le porta en mariage à Guillaume de Lyobard, châtelain  de Pérouges, lequel le vendit, le 18 avril 1459, à Guigues de la Palud, au prix de 800 florins d'or.
Jean-Philibert de la Palud, petit-fils de Guigues, le légua, en 1527, à Adrien Vignier, écuyer, qui le céda à Amand de Pigna, bourgeois de Bourg-en-Bresse, dans la famille duquel il resta jusqu'à Georges de Pigna, décédé en 1645, sans laisser d'enfant. Marie de Ferrière, sa veuve, recueillit sa succession et transmit le fief de la Botte à François de Belly, seigneur des Échelles. Philiberte de Belly, fille unique de François de Belly, n'ayant eu aucun enfant de François de Motion, son mari, le donna à Jean-Baptiste Girard, son neveu (1696), dont la petite-fille, Geneviève Girard, le porta en dot, vers 1760, à Claude Clunet, d'Ambérieux-en-Dombes.

## Politique et administration
| Période | Période  | Identité        | Étiquette | Qualité             |
| ------- | -------- | --------------- | --------- | ------------------- |
| 1995    | 2008     | André Rubat     |           | Réélu en 2001       |
| 2008    | 2014     | Andrée Bozon    |           |                     |
| 2014    | En cours | Gérard Brochier | SE        | Exploitant agricole |

## Démographie
L'évolution du nombre d'habitants est connue à travers les recensements de la population effectués dans la commune depuis 1793. Pour les communes de moins de 10 000 habitants, une enquête de recensement portant sur toute la population est réalisée tous les cinq ans, les populations de référence des années intermédiaires étant quant à elles estimées par interpolation ou extrapolation. Pour la commune, le premier recensement exhaustif entrant dans le cadre du nouveau dispositif a été réalisé en 2008.
En 2022, la commune comptait 905 habitants, en évolution de +12,98 % par rapport à 2016 (Ain : +5,15 %, France hors Mayotte : +2,11 %).
| 1793 | 1800 | 1806 | 1821 | 1831 | 1836 | 1841 | 1846 | 1851 |
| ---- | ---- | ---- | ---- | ---- | ---- | ---- | ---- | ---- |
| 283  | 297  | 271  | 277  | 316  | 320  | 332  | 371  | 415  |

| 1856 | 1861 | 1866 | 1872 | 1876 | 1881 | 1886 | 1891 | 1896 |
| ---- | ---- | ---- | ---- | ---- | ---- | ---- | ---- | ---- |
| 425  | 412  | 394  | 362  | 375  | 391  | 401  | 423  | 393  |

| 1901 | 1906 | 1911 | 1921 | 1926 | 1931 | 1936 | 1946 | 1954 |
| ---- | ---- | ---- | ---- | ---- | ---- | ---- | ---- | ---- |
| 393  | 360  | 347  | 328  | 326  | 308  | 311  | 304  | 290  |

| 1962 | 1968 | 1975 | 1982 | 1990 | 1999 | 2006 | 2008 | 2013 |
| ---- | ---- | ---- | ---- | ---- | ---- | ---- | ---- | ---- |
| 265  | 283  | 315  | 388  | 482  | 592  | 635  | 647  | 772  |

| 2018 | 2022 | - | - | - | - | - | - | - |
| ---- | ---- | - | - | - | - | - | - | - |
| 810  | 905  | - | - | - | - | - | - | - |

## Culture et patrimoine

### Lieux et monuments
- Église Saint-Vincent romane reconstruite au XIXe siècle.
- Chapelle funéraire de la famille Darmon.
- La stèle à Marcel Julien et René Vittoz du Camp Didier ainsi que celle située sur le lieu de la mort de Marcel Julien.
- Le monument aux morts.

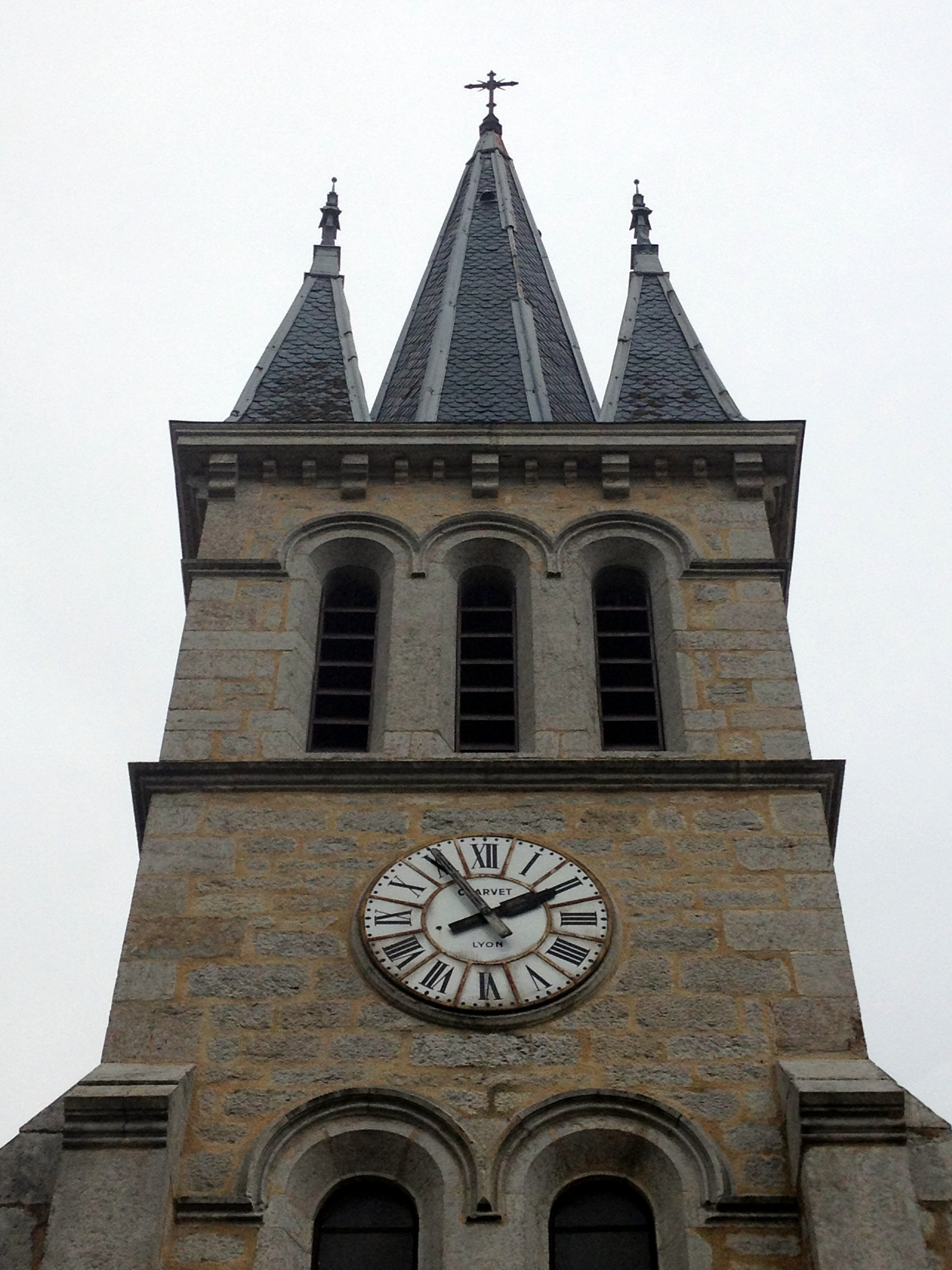
L'horloge de l'église de Faramans.
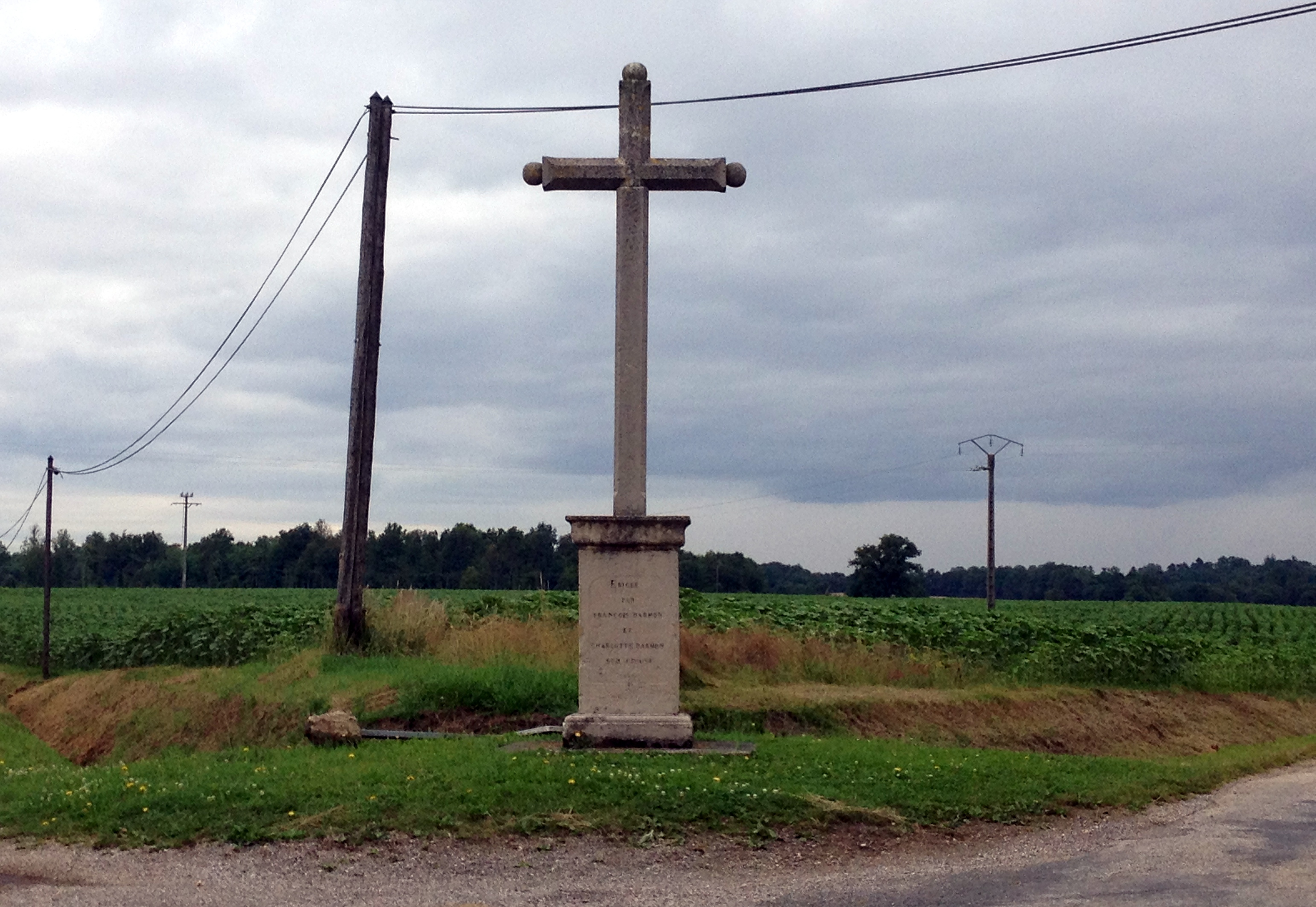
Croix à l'entrée du village.
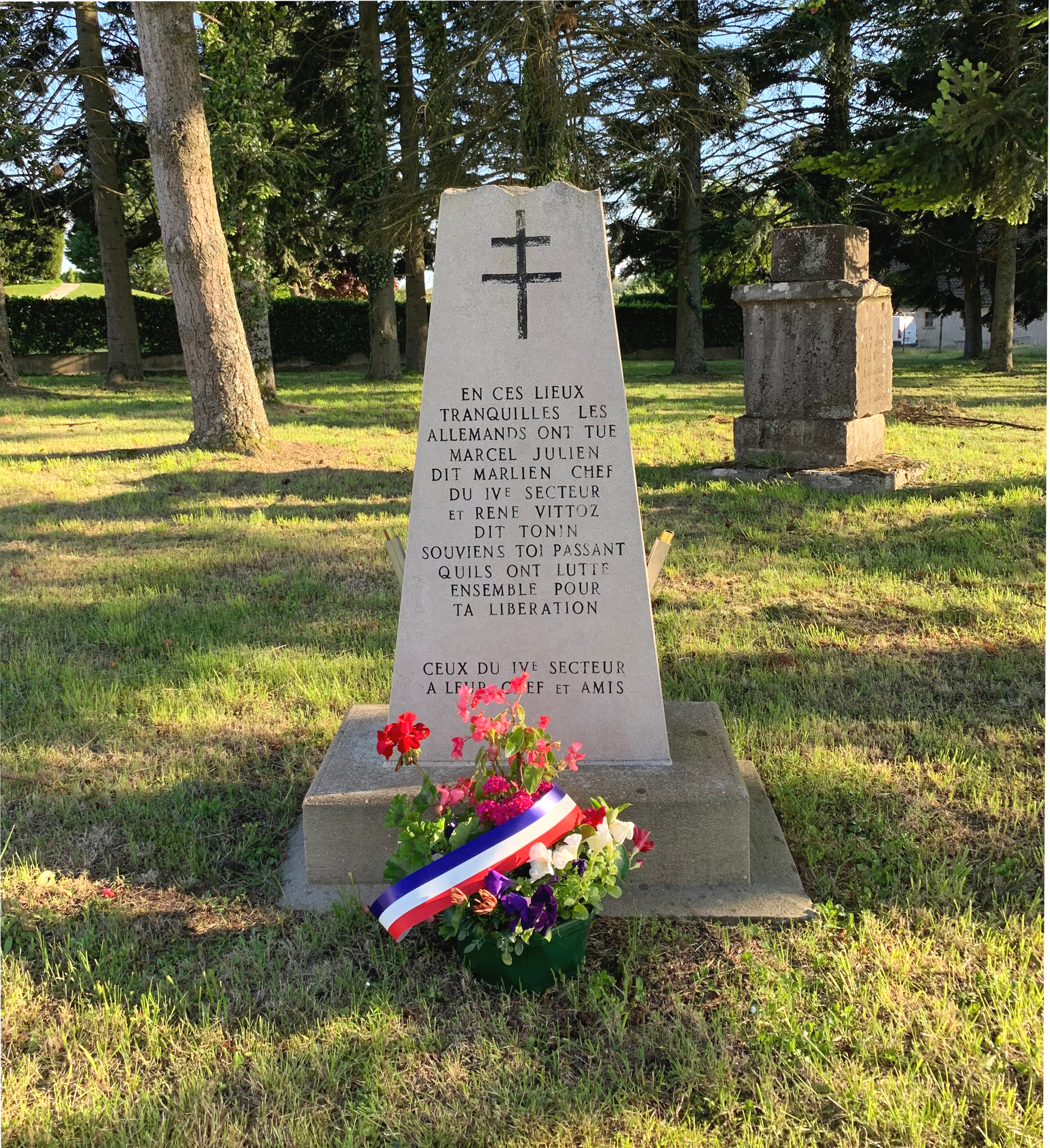
La stèle à Marcel Julien et René Vittoz.
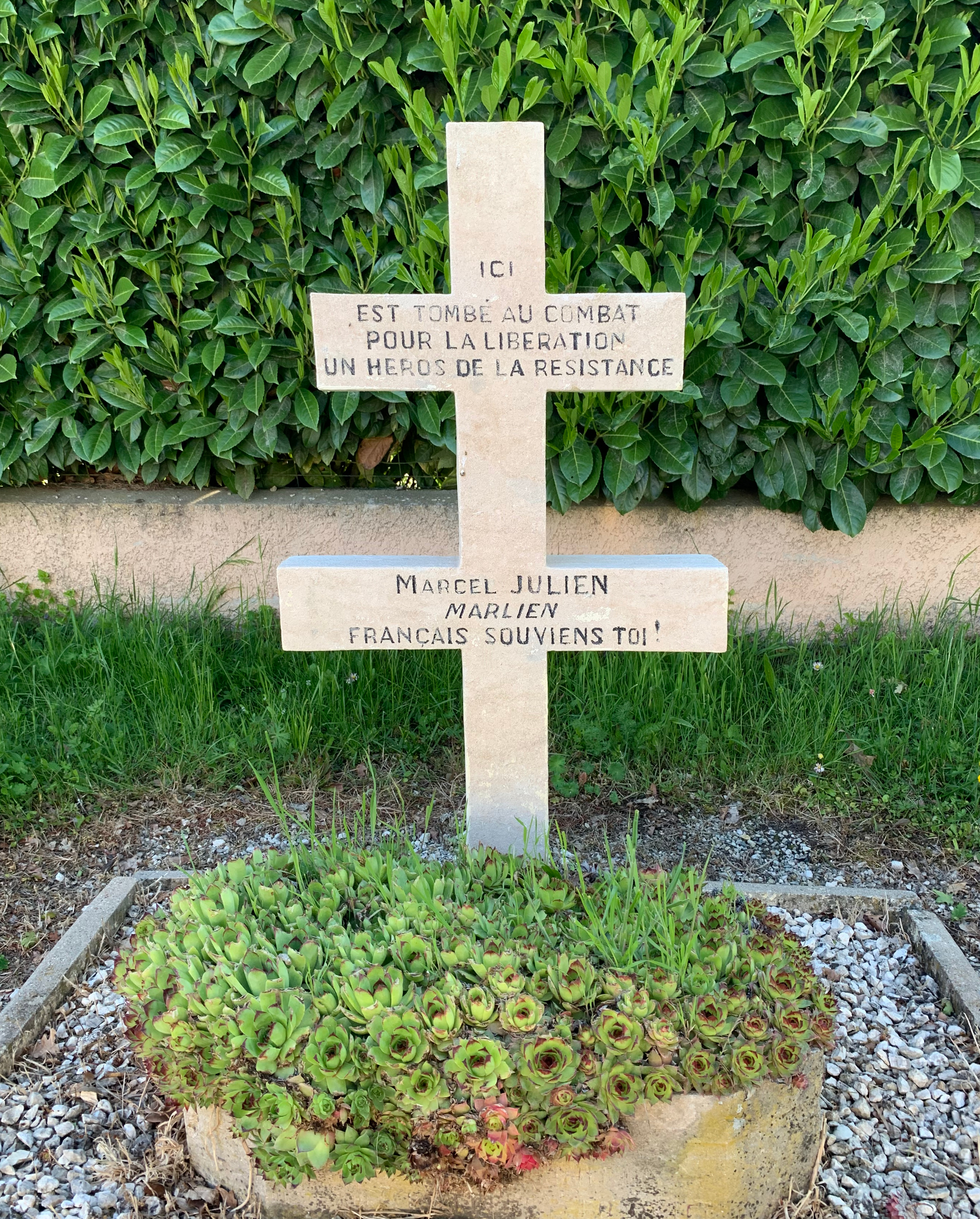
La stèle sur le lieu de décès de Marcel Julien.
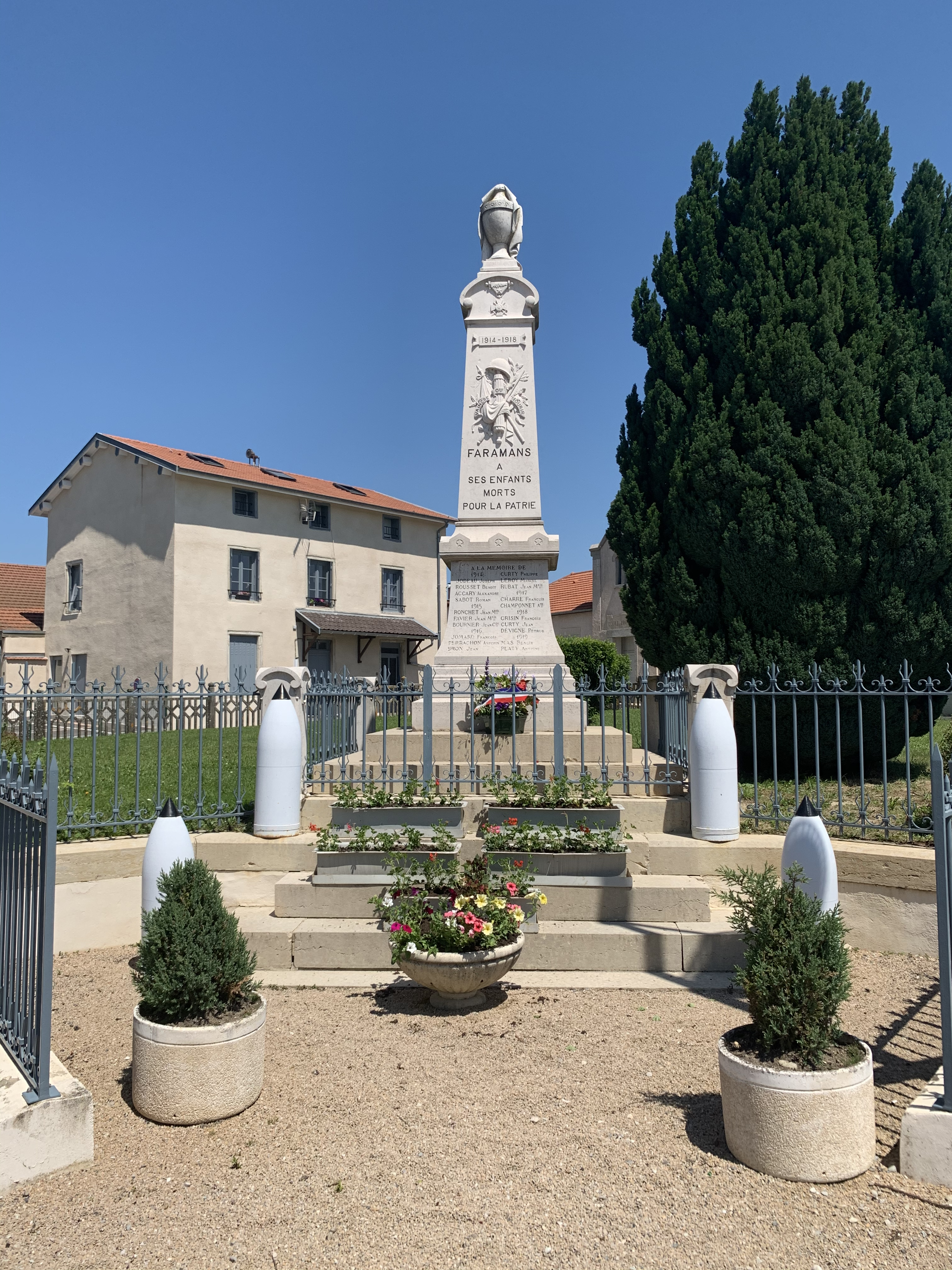
Le monument aux morts.

### Personnalités liées à la commune
- Émile Derrias, patron de l'épicerie du village. Il a tourné dans une publicité télévisée pour le fromage St Môret dans les années 1990. Le spot tourné dans la cité médiévale de Pérouges voyait un Monsieur Hulard (Émile Derrias) acheter son fromage au camion itinérant garé sur la place du village[17].